# Équations d'Einstein-Infeld-Hoffmann
Dans le cadre du problème à {\displaystyle N} corps en relativité générale, les équations d'Einstein-Infeld-Hoffmann (EIH) sont les équations différentielles du mouvement décrivant, à l'approximation post-newtonienne d'ordre 1, la dynamique d'un système à {\displaystyle N} corps, de masses ponctuelles dans le vide.
Elles généralisent le principe fondamental de la dynamique newtonienne.
Les équations s'expriment d'ordinaire dans le référentiel barycentrique et en coordonnées harmoniques. Elles s'écrivent alors :
{\displaystyle {\begin{aligned}{\vec {a}}_{A}=&-\sum _{B\neq A}{\frac {GM_{B}}{r_{AB}^{2}}}{\vec {n}}_{AB}\\&+{\frac {1}{c^{2}}}\left\{-\sum _{B\neq A}{\frac {GM_{B}}{r_{AB}^{2}}}\left[v_{A}^{2}-4\left({\vec {v}}_{A}\cdot {\vec {v}}_{B}\right)+2v_{B}^{2}-{\frac {3}{2}}\left({\vec {n}}_{AB}\cdot {\vec {v}}_{B}\right)^{2}-{\frac {5GM_{A}}{r_{AB}}}-{\frac {4GM_{B}}{r_{AB}}}\right]{\vec {n}}_{AB}\right.\\&\qquad \quad +\sum _{B\neq A}{\frac {GM_{B}}{r_{AB}}}\left[{\vec {n}}_{AB}\cdot \left(4{\vec {v}}_{A}-3{\vec {v}}_{B}\right)\right]\left({\vec {v}}_{A}-{\vec {v}}_{B}\right)\\&\qquad \quad +\sum _{B\neq A}\sum _{C\neq A,B}{\frac {G^{2}M_{B}M_{C}}{r_{AB}^{2}}}\left[{\frac {4}{r_{AC}}}+{\frac {1}{r_{BC}}}-{\frac {r_{AB}}{2r_{BC}^{2}}}\left({\vec {n}}_{AB}\cdot {\vec {n}}_{BC}\right)\right]{\vec {n}}_{AB}\\&\qquad \quad \left.-{\frac {7}{2}}\sum _{B\neq A}\sum _{C\neq A,B}{\frac {G^{2}M_{B}M_{C}}{r_{AB}r_{BC}^{2}}}{\vec {n}}_{BC}\right\}+O\left(c^{-4}\right)\end{aligned}}},
où :
- {\displaystyle c} est la vitesse de la lumière dans le vide,
- {\displaystyle G} est la constante gravitationnelle.

## Histoire
Les équations ont d'abord été formulées en 1917 par Hendrik Lorentz et Johannes Droste, qui ont publié leurs résultats en néerlandais dans une communication à l'Académie néerlandaise,,. Leur papier reste inaperçu par les quelques chercheurs alors impliqués dans le développement précoce de la relativité générale. Les équations ont été obtenues, à peu près au même moment, par Willem de Sitter, qui a fait usage de la métrique post-newtonienne précédemment dérivée par Droste, et postulé que les corps devraient se déplacer sur les géodésiques de la métrique externe. Mais, en raison d'une erreur de calcul, les équations de de Sitter différaient des équations post-newtoniennes correctes par un seul terme, et elles conduisent à la prédiction erronée que la barycentre du système devrait subir une accélération séculaire. L'erreur a été découverte et corrigée en 1938 par Arthur Eddington et Clark,. La même année, une nouvelle dérivation des équations du mouvement a été produite par Albert Einstein, Leopold Infeld et Banesh Hoffmann,. Malgré l'antériorité du travail de Lorentz et Droste, qui n'a finalement été mis en lumière que grâce à sa traduction en anglais publiée en 1937, les équations sont connues comme les équations de mouvement d'Einstein-Infeld-Hoffmann.